# Викарио, Гульельмо
Гулье́льмо Вика́рио (итал. Guglielmo Vicario; родился 7 октября 1996 года, Удине, Италия) — итальянский футболист, вратарь клуба «Тоттенхэм Хотспур».

## Карьера
Гульельмо Викарио — воспитанник «Анкона Удине» и «Удинезе». 2 августа 2014 года был отдан в аренду в «Фонтанафредду». Дебют за клуб состоялся 7 сентября в матче против «Уньон Арциньянокьямпо». Первый матч на ноль отыграл 21 сентября против «Джорджоне». Всего за клуб сыграл 30 матчей, где пропустил 44 мячей и сделал 4 «сухаря».
7 августа 2015 года на правах аренды перешёл в «Венецию». Первый матч за клуб провёл против «Дро», где не пропустил ни одного мяча. 5 июля 2016 был куплен «Венецией» за 500 евро. В матче против футбольного клуба «Падова» за оскорбления получил красную карточку. Из-за повреждения пальца руки пропустил 39 дней. Всего за клуб сыграл 89 матчей, где пропустил 92 мяча и сделал 28 «сухарей».
17 июля 2019 года перешёл в «Кальяри» за 2 миллиона евро, но через 8 дней был отправлен в аренду в «Перуджу». За клуб дебютировал 11 августа в матче Кубка Италии против футбольного клуба «Триестина», где отстоял ворота насухо. В Серии B свой первый матч провёл против «Кьево». Всего за клуб сыграл 39 матчей, где пропустил 49 мячей и 10 раз отстоял свои ворота насухо.
За «Кальяри» дебютировал в кубке Италии в матче против «Кремонезе», где помог сохранить ворота в неприкосновенности. В Серии А дебют состоялся 11 апреля 2021 года в матче против «Интернационале». Всего за клуб сыграл 7 матчей, где пропустил 10 мячей и два раза сыграл на ноль.
9 июля 2021 года перешёл в «Эмполи» на правах аренды. Свой первый матч за клуб сыграл в кубке Италии в матче против «Виченцы». Дебютный матч за «Эмполи» в Серии А состоялся в 1-м туре против «Лацио». Свой первый сухой матч провёл в следующем туре против футбольного клуба «Ювентус». 1 июля 2022 года «Эмполи» выкупило вратаря за 8,5 миллионов евро. 3 марта 2023 года получил рану грудной клетки и выбыл на 57 дней.
В июне 2023 года перешёл в «Тоттенхэм Хотспур», контракт подписан до 2028 года.
В мае 2025 года Гульельмо Викарио вошел в состав символической команды Лиги Европы сезона 2024/2025

## Карьера в сборной
17 сентября 2022 года был впервые вызван в сборную Италии. Затем ещё несколько раз вызывался в сборную в качестве запасного вратаря.

## Личная жизнь
В марте 2022 года Викарио приютил в своём доме в Удине 8-летнего Милана и его мать, бежавших из Днепра после начала вторжения России на Украину. Футболист занялся поисками футбольной школы для мальчика, а также подарил ему свою футболку. После этого поступка Goal заявил, что у Викарио «золотое сердце». 19 сентября в конце одной из пресс-конференций сборной Италии за свой поступок получил памятную футболку в качестве награды «Давайте строить доброту в спорте» (итал. Costruiamo Gentilezza nello sport).

## Достижения

### Командные
«Тоттенхэм Хотспур»
- Победитель Лиги Европы УЕФА: 2024/25

### Личные
- Вошёл в символическую сборную Лиги Европы УЕФА: 2024/25[25]